# Замок Каррігогуннелл

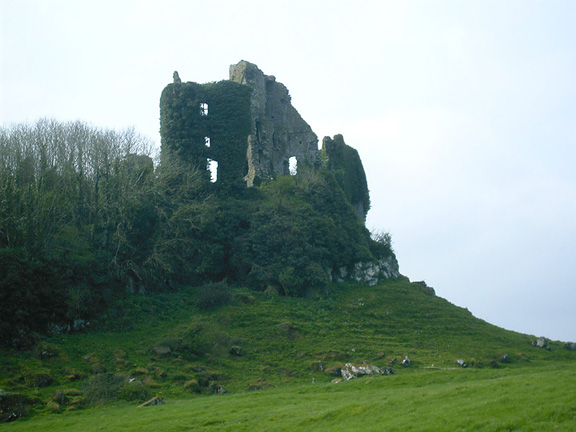
Замок Каррігогуннелл з північної сторони.

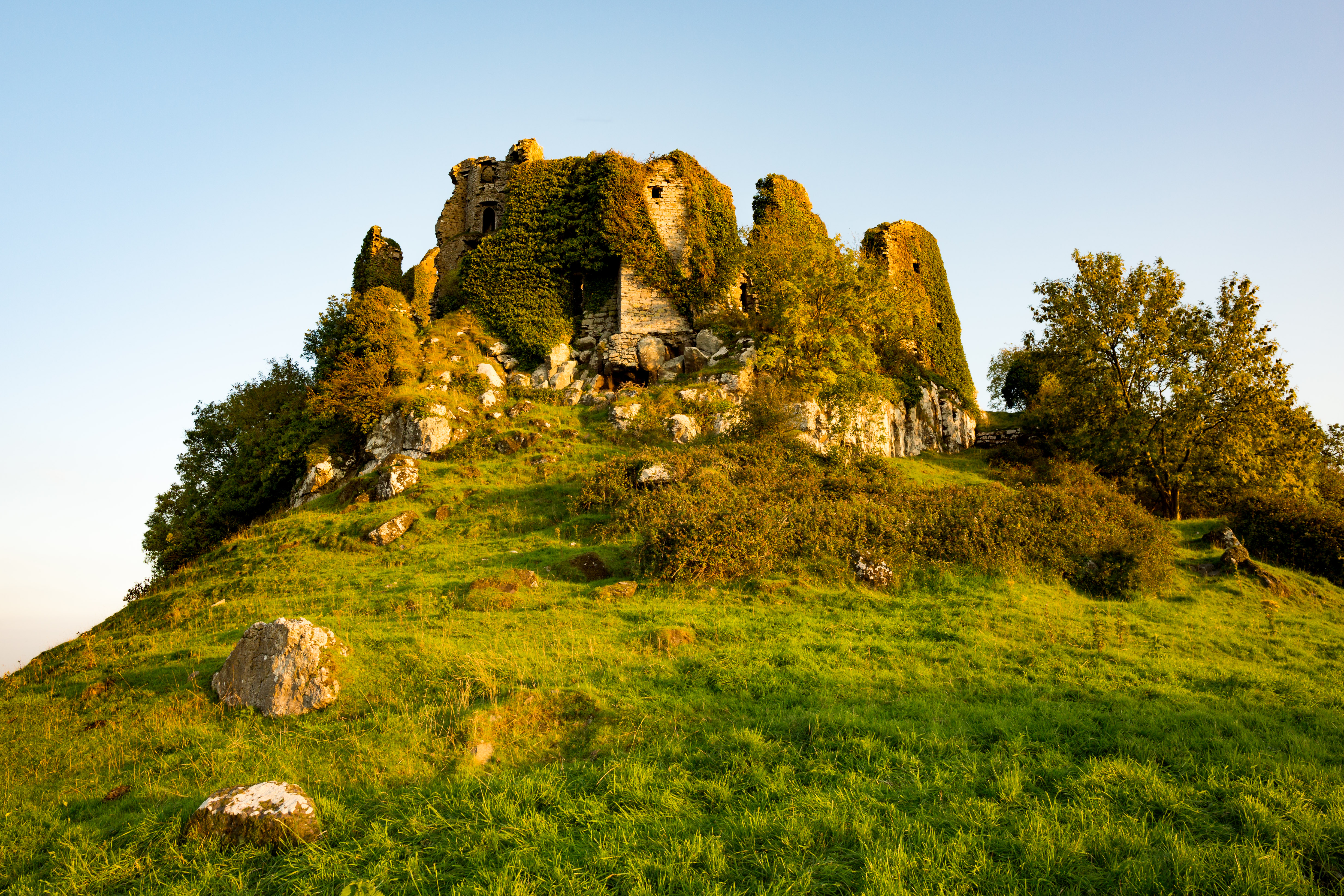
Замок Каррігогуннелл. Руїни західної стіни.

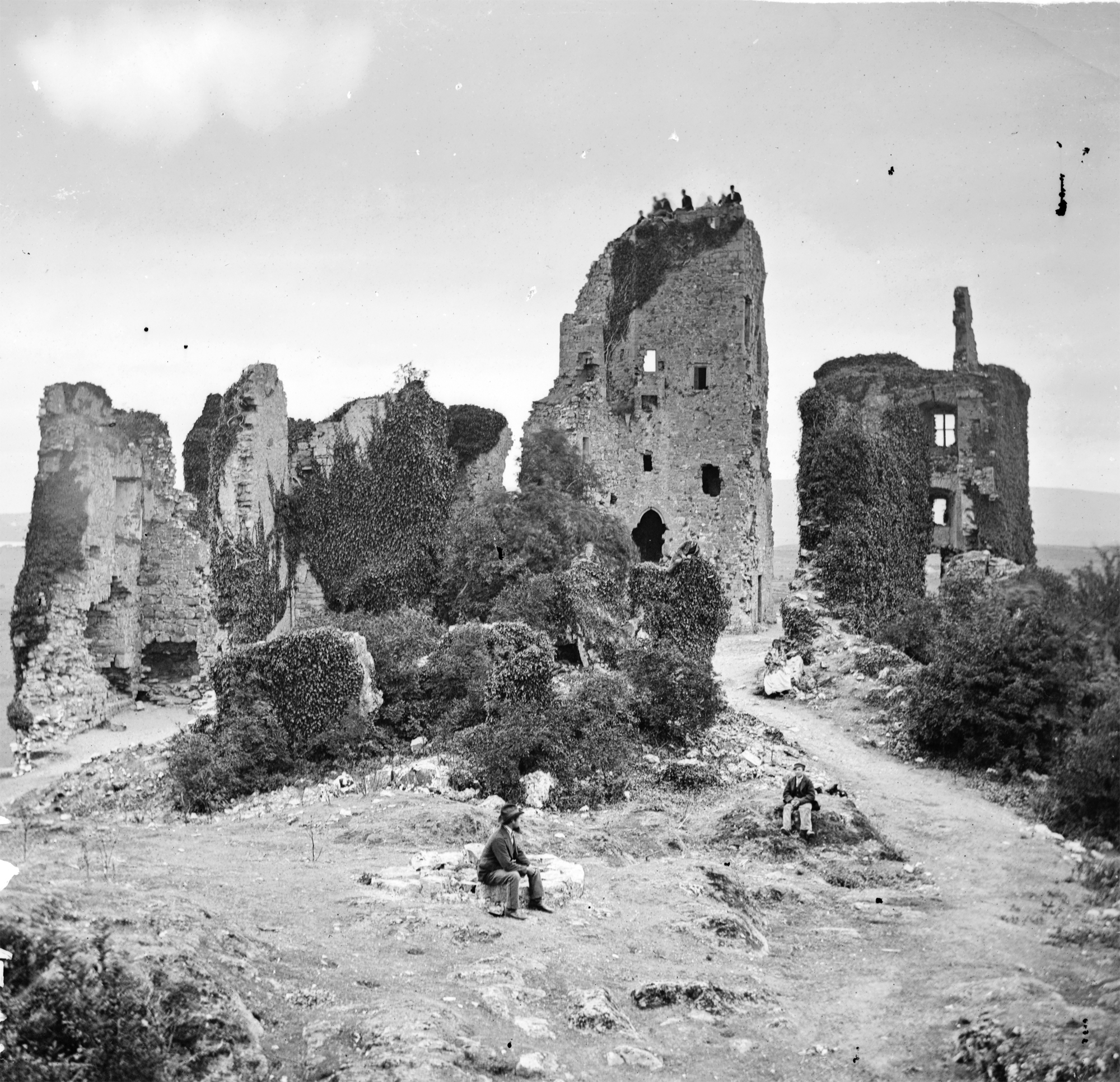
Замок Каррігогуннелл. Світлина 1860 року.

Замок Каррігогуннелл (англ. Carrigogunnell Castle, ірл. Caisleán an Carraic Ui gConaing) — замок Каррайк Ві г-Конайн, замок Скелі Свічки — один із замків Ірландії, розташований в графстві Лімерік, біля селища Кларіна, на березі річки Шеннон, біля міста Лімерік. Побудова замку датується початком ХІІІ століття. Замок був зруйнований в 1691 році під час так званих вільямітських (якобітських) війн під час другої облоги міста Лімерік.

## Опис
Замок побудований на скелі, що складається з гірських порід вулканічного походження біля річки Шеннон. Історик Вестропп у 1908 році писав, що замок Каррігогуннелл має чисельні недоліки з точки зору оборонної науки часів середньовіччя. Він писав, що головні (південні) ворота погано захищені, не мають опорних споруд. Стіни товщиною 5 футів, дещо нахилились внаслідок помилок будівничих. Вежі на перехрестях відсутні, план досить плутаний. Вестропп писав, що це скоріше всього укріплена резиденція вождя клану, а не оборонна споруда. Будівництво замку він приписував ірландському клану Далкассіан. Південні ворота були єдиним входом в замок, за винятком невеликого проходу на західій стороні, що вів до скель.
Замок мав зовнішні укріплення площею біля 1 акра у формі арфи з баштою на південному заході. Значна частина західної стіни завалилась в 1908 році. На північній стороні замку велика двоповерхова будівля. вважається, що це була каплиця, але ніяких доказів цьому немає. Внутрішні (верхні) споруди на північно-західній стороні замку складаються з двоповерхових споруд, що тягнуться вздовж західної стіни. Загальна їх площа 100 квадратних футів. Тут простежуються два періоди будівництва. На південній стороні замку збереглася вежа і сходи. Головна вежа була висотою біля 15 м і мала 5 поверхів, спіральні сходи. Ця частина замку датується XIV—XV століттями. На схід від замку була трьохповерхова резиденція, що була побудована в XVI столітті.

## Назва
Замок та місцина Каррайк Ві г-Конайн (ірл. — Carraic Ui gConaing) згадується в «Літописі Іннісфаллен» в записах за 1209 рік. У цьому році король Англії Джон Безземельний визнав цей замок володіннями Донхада Кайрбреха О'Браєна — короля ірландського королівства Томонд в обмін на лояльність.
Про цей замок існує легенда як по замок «Скелі Свічки». В часи правління короля Англії Генріха VIII замок називався Карекгуніел. У 1570—1580 роках назва замку писалася як Карріг Груннін. В атласах Меркатора за 1606 та 1636 роки замок називався Карікгонін. На Картах Джона Спіда замок називався Каргонін або Каргоніан. Назва Каррігогуннелл зустрічається з 1536 року.
Назву замку виводять від назви місцевого ірландського клану Ві Хонайл Габра який ще називали Ві Фідгенті, що володів цими землями. Вестроп писав в 1907 році, що назва походить від назви клану Ві Хонайн. Ще одна версія стверджує, що назва походить від назви Карріг О'Глойннел — Скеля О'Глойннелів.

## Історія замку Каррігогуннелл
Замок Каррігогуннелл вперше згадується в історичних документах у 1209 році, коли король Англії підтвердив, що визнає замок Каррайк Ві г-Конайн володіннями Донхада Кайрбреха О'Браєна — короля ірландського королівства Томонд. Є версія, що замок був побудований лицарями тамплієрами, але ця версія нічим не обґрунтована. Після цього більше 100 років замок ніде не згадується в історичних документах. Клан О'Браєн закріпився на іншому березі річки Шеннон і мав резиденцію вождя клану в замках Есклон та Майгу. У 1336 році згадується Браєн Каррігогуннелл — володарі замку. Тадг на Гленор О'Браєн був королем королівства Томонд в 1426 році. Його нащадки володіли замком і розбудували його в 1450 році. У 1536 році замок спробував здобути англійський офіцер Леонард Грей — І віконт Грейн, лорд-депутат Ірландії, що писав: «…замок Каррігогуннелл дуже міцний, називається ще Замком свічки, стоїть на високій скелі, є ключем для володіння всією округою…»
За словами історика Моріса Леніхана, автора книги «Лімерік, його історія та старовина» в замку жили люди з клану О'Коннелл, а потім замком заволоділи аристократи ФітцДжеральд.
Під час нападу англійських військ в 1536 році оборону замку тримали Мат (Магон) О'Бірн та Едмонд Кейхілл. Він здався англійським військам за умови, що йому і його людям збережуть життя і відпустять на свободу. Але англійські війська порушили умову. Леонард Грей вирішив віддати замок Доноху О'Браєну, а не Едмонду Секстону та його дружині, згідно умови. Замок захопили, всіх полонених відвезли в місто Лімерік і повісили. Представники короля Англії стверджували, що клан О'Браєн отримав цей замок від лорда Клер — Річарда де Клера і що тепер ці землі і замок законно повертаються до володінь корони Англії. Донох О'Браєн спробував повернути собі замок, але марно. Син Доноха — Браян Дафф володів баронством Пабблбріан.
Замок не використовувався під час повстання за незалежність Ірландії та Війни Трьох Королівств в 1640—1651 роках. Замком в ті часи володів капітан Вільсон і розбудував його. У ті часи юридичний власник замку — Донох О'Браєн продав права на володіння замком Майклу Бойлу, що став згодом архієпископом Дубліна. Вже в ті часи замок був досить занедбаний, оточений нечисельним поселенням хатин з солом'яним дахом і був відомий виключно як місце, де добре ловиться лосось.
Під час так званих Вільямітських або Яклбітських війн, під час другої облоги міста Лімерік замок зайняв загін католиків — прибічників короля Якова ІІ чисельністю 150 чоловік. У серпні 1691 року голландський генерал Годерт де Гінкелл направив генерал-лейтенанта Скравермора з чисельними загонами та артилерією і наказав взяти замок штурмом. Гарнізон не витримав штурму та вогню артилерії і здався. Військовополонених погнали до селища Клонмел. У вересні 1691 році генерал де Гінкелл наказав висадити замок в повітря. З того часу замок лежить в руїнах.

## Легенда
Згідно легенди, до того, як на цій скелі був побудований замок, тут жила відьма Хаг Грана. Вона щоночі запалювала на вершині скелі свічку. Людина, яка бачила світло цієї свічки до ранку помирала. Це прокляття і чари зумів подолати Реган, що належав до людей Фінна — феніїв. Ці чари він зумів подолати за допомогою чарівного капелюха, який йому подарував друїд Луно Лохлін. У цій місцевості лежить великий камінь, що називається Клох-а-Реган або Клохреган. Цей камінь кинула відьма Хаг Грана, коли від неї тікав Реган. І це нібито відбулось у ІІІ столітті, десь в 245—284 роках. Є варіанти цієї легенди — у варіантах фігурує святий Патрік. І дія відбувається в V столітті.